# Francisco António Correia
Francisco António de Sampaio e Melo Correia (Cabeça Boa, Torre de Moncorvo, 9 de novembro de 1877 — Lisboa, 8 de fevereiro de 1938) foi um economista, professor do Instituto Superior de Comércio de Lisboa e vice-reitor da Universidade Técnica de Lisboa, que legou uma importante obra relativa às relações económicas internacionais, defendendo, numa perspetiva eclética e liberal, a cooperação económica internacional, incluindo a criação de uma união económica europeia. Também teve importante participação política, tendo exercido o cargo de Ministro dos Negócios Estrangeiros do 25.º governo republicano, em funções entre 26 de junho e 19 de julho de 1920, e de Ministro das Finanças do 32.º governo republicano, em funções de 19 de outubro a 5 de novembro de 1921. Ao longo da sua carreira também se destacou como historiador e diplomata.  Legou uma importante obra relativa às relações económicas internacionais, defendendo, numa perspetiva eclética e liberal, a cooperação económica internacional, especialmente a criação de uma união económica europeia, incluindo, em 1929, uma referência pioneira a uns «Estados Unidos da Europa».

## Biografia
Francisco José Correia nasceu na aldeia de Foz do Sabor, freguesia de Cabeça Boa, concelho de Torre de Moncorvo, filho de Francisco Correia e de Maria dos Prazeres Morais de Sampaio e Melo, uma família da burguesia rural. Com 15 anos rumou a Lisboa onde em 1899 concluiu com brilho o Curso Superior de Comércio no Instituto Industrial e Comercial de Lisboa, iniciando de imediato uma carreira nas alfândegas como técnico aduaneiro. Como técnico aduaneiro progrediu rapidamente na carreira, atingindo a posição de chefe de serviços depois de uma brilhante série de concursos.
Em 1913 foi contratado como lente extraordinário para o recém-criado Instituto Superior de Comércio, onde iniciou uma profícua carreira docente. Em 1917 atingiu a categoria de professor catedrático daquele Instituto. Lecionou cinco cadeiras, entre as quais a disciplina de Política Económica Internacional, a sua efetiva especialização.
Entre 1917 e 1928 desempenhou o cargo de diretor do Instituto Superior de Comércio. Este mandato, marcado pela profunda crise da Primeira República Portuguesa, correspondeu ainda assim a importantes melhoramentos nas instalações e à reforma de estudos de 1926, que aumentou o número de disciplinas lecionadas para 28 cadeiras. Também foi criado o curso livre de Estudos Coloniais, a primeira proposta de criação do ensino pós-graduado na área da Economia em Portugal, e lançada a Revista do Instituto Superior de Comércio, visando dar visibilidade à produção científica do corpo docente.
Embora sem filiação partidária ou maçónica conhecida, interveio por um período breve na esfera política da Primeira República. Aceitou o cargo de Ministro dos Negócios Estrangeiros do efémero 25.º governo republicano, presidido pelo engenheiro António Maria da Silva, tendo permanecido em funções apenas entre 26 de junho e 19 de julho de 1920. Voltou a integrar o governo, desta feita como Ministro das Finanças do igualmente efémero 32.º governo republicano, presidido pelo coronel Manuel Maria Coelho, em funções de 19 de outubro a 5 de novembro de 1921. Esta segunda passagem pelo governo foi causa da rotura com o grupo fundador da revista Seara Nova com quem colaborara de modo efémero, como já o havia feito antes com a Liga de Ação Nacional.
Em agosto e setembro de 1922 acompanhou a visita oficial ao Brasil do Presidente da República, António José de Almeida, realizada no contexto das comemorações do centenário da independência brasileira. Durante a estadia no Brasil realizou na cidade do Rio de Janeiro uma série de conferências que atraíram grande interesse público.
Em 1923 participou nas negociações visando prorrogação do acordo comercial com a França e o estabelecimento de outro modus vivendi com aquele país. O acordo apenas seria obtido em março de 1925, depois de em 1924, perante a proibição da França de importação de vinhos portugueses, Portugal ter imposto represálias, aplicando pesadas sanções aos produtos franceses. O novo modus vivendi com a França, beneficiava sobretudo os vinhos do Sul ao conceder-lhes tarifas de importação mínimas. Aos vinhos do Porto e Madeira era garantida proteção relativamente à concorrência dos outros vinhos licorosos portugueses.
Em maio de 1927, foi membro da delegação portuguesa na Conferência Económica Internacional promovida pela Sociedade das Nações em Genebra. A conferência económica internacional de Genebra fora proposta pela França em 1925 e visava «a necessidade de examinar as dificuldades económicas e encontrar os melhores remédios para ultrapassar as dificuldades e evitar os conflitos futuros». A comissão portuguesa que se deslocou a Genebra para participar na conferência realizada de 4 a 23 de maio de 1927, nomeado pelo governo, foi chefiada por Cunha Leal e integrava Francisco António Correia e Jorge Botelho Moniz.
Foi também vogal da Comissão Executiva da Conferência da Paz, organismo ao qual cabia dar execução ao Tratado de Paz de Versalhes que pôs termo à Grande Guerra, nomeadamente resolver as questões relativas às reparações de guerra a cobrar à Alemanha. Este trabalho diplomático, e os seus conhecimentos sobre comércio externo e matérias aduaneiras, levou a que em 7 de agosto de 1929, já no período da Ditadura Nacional, fosse nomeado ministro plenipotenciário de 1.ª classe e colocado no Ministério dos Negócios Estrangeiros como Diretor-Geral dos Negócios Comerciais. Nessas funções teve intervenção nos tratados de comércio que se efetuaram durante os 6 anos que ali permaneceu e procurou renovar a diplomacia portuguesa conferindo-lhe nova capacidade de intervenção nos assuntos económicos.
Neste período foi vice-presidente do Conselho do Comércio Externo, presidente da Comissão de Propaganda e Turismo de Portugal no Estrangeiro, vogal do Conselho Superior do Comércio e Indústria e membro da Comissão Revisora de Pautas das Alfândegas. Em maio de 1931 foi enviado em missão especial de serviço público a Paris e Madrid.
Em 1935, com a reforma do Ministério dos Negócios Estrangeiros liderada pelo ministro Armindo Monteiro, deixou o cargo de diretor-geral e recusou a nomeação para consultor económico que lhe foi oferecida. Regressou à docência no Instituto de Ciências Económicas, sendo em 1936 nomeado vice-reitor da Universidade Técnica de Lisboa, cargo que manteve até falecer.
Foi sócio da Academia das Ciências de Lisboa e do Instituto de Coimbra. Publicou vários trabalhos, entre os quais se destacam as obras Elementos de Direito Fiscal, Política Económica Internacional, História Económica de Portugal e Consequências Económicas dos Descobrimentos. Foi também professor, e durante algum tempo diretor, da Academia de Comércio e Exportação, uma escola privada que funcionava no âmbito da Associação Comercial de Lisboa. Realizou também diversas conferências, em particular na Academia das Ciências de Lisboa. Foi publicista através de notas económicas e artigos de divulgação científica na imprensa periódica, em particular na Revista das Alfândegas Portuguesas, de que era proprietário e redator principal.
Foi condecorado com o grau de grande-oficial da Ordem de Santiago, com a Medalha do Mérito Industrial e com a grã-cruz da Ordem de Cristo. Também recebeu várias condecorações estrangeiras, entre as quais a comenda da Legião de Honra da França, a comenda da Ordem das Três Estrelas da Letónia, o grau de cavaleiro da Ordem de Santo Olavo da Noruega e a cruz da Ordem da Polónia Restituta.

## Obras
Entre muitas outras, é autor das seguintes obras:
- A Administração do Marquês de Pombal – o Comércio e as Companhias Privilegiadas. Lisboa: Oficinas do ISCEF, 1931.
- A Carestia da Vida. In Seara Nova, n.º 1, edição de 15 de outubro de 1921, pp. 15-16.
- A Cartelização e o Comércio Exportador. Associação Comercial de Lisboa, Lisboa, 1931.
- Consequências económicas dos descobrimentos. Academia das Ciências de Lisboa, Lisboa, 1937.
- Elementos de direito fiscal.  Polycommercial, Lisboa, 1913.
- L’enseignement commercial supérieur (nécessité de l’intensifier). Rapport présenté à la Conférence Parlementaire Internationale du Commerce à Lisbonne (Mai 1921). Lisbonne, 1921.
- L'enseignement commercial au Portugal. Oficinas Gráficas do Museu Comercial, Lisboa, 1920.
- O ensino técnico e a sua influência no nosso ressurgimento económico (Discurso proferido na sessão solene inaugural do ano lectivo de 1924-1925 nas escolas Técnicas de Lisboa, realizada no Instituto Superior do Comércio em 26 de Outubro de 1924). Instituto Superior de Comércio de Lisboa, Lisboa, 1924.
- Estados Unidos da Europa : conferência realizada na Academia das Sciencias de Lisboa, em 11 de Dezembro de 1929. Separata da Revista do Instituto Superior de Comércio de Lisboa, n.º 23, Lisboa, 1930.
- A evolução económica e a crise social (Conferência realizada na sala dos Capelos da Universidade de Coimbra, no dia 10 de Março de 1927). Oficinas da Secção de Publicidade do Museu Comercial, Instituto Superior de Comércio de Lisboa, Lisboa, 1927.
- A Função económica do ensino comercial superior. Renascença Portuguesa, Porto, 1918.
- A guerra económica e a crise da civilização. Universidade Técnica de Lisboa, Lisboa, 1934.
- História Económica de Portugal (2 volumes). Tipografia da Empresa Nacional de Publicidade, Lisboa, 1929-1930.
- Economia Internacional : novos aspectos. Academia das Ciências de Lisboa, Lisboa, 1935.
- «Expansão» in Latina: Revista de Intercâmbio entre os Povos Latinos e Panlatinismo, maio de 1930.
- Lições de Mercadorias.  Gráfica do Museu Comercial de Lisboa, Lisboa, 1921.
- Objectifs économiques des découvertes portugaises. Lisbone, s.n., 1936.
- Os tratados de comércio e a cláusula da nação mais favorecida. Academia das Ciências de Lisboa, Lisboa, 1933.
- Política económica internacional. Instituto Superior de Comércio de Lisboa, Lisboa, 1922.
- Aproximação económica entre Portugal e o Brasil (Conferência realizada na Associação Comercial do Rio de Janeiro em 22 de Setembro de 1922). Lisboa, 1923.
- O problema comercial : 8ª conferência da série promovida pelo Diário de Notícias sobre o problema português. Instituto Superior de Comércio de Lisboa, Lisboa, 1920.
- Relatório e projecto de Estatuto de Protecção às Indústrias (organizado com a colaboração do doutor António Maria Marques da Costa). Lisboa, 1924.
- Psicologia dos negócios : estudo preliminar (2 volumes: Lições proferidas a 25 e 27 de abril de 1934; Lições proferidas em 23 e 26 de outubro de 1935). Academia das Ciências de Lisboa, Lisboa, 1934-1935.
- Richard Cobden: A sua vida e a sua obra (Conferência sobre Richard Cobden realizada no dia 8 de maio de 1936 no Instituto Superior de Ciências Económicas e Financeiras). Lisboa, 1936.
- O Tratado de Methwen. Lisboa : Academia das Ciências de Lisboa, 1930 (Coimbra : Imprensa da Universidade, 1930).